# Sávos bogáncscincér
A sávos bogáncscincér (Agapanthia cardui) a cincérfélék családjába tartozó, Európában és Észak-Afrikában honos, lágyszárú növényeken élő bogárfaj. 

## Megjelenése
A sávos bogáncscincér testhossza 6-12,5 mm. Testalkata karcsú, megnyúlt. Feje a többi cincérhez hasonlóan a test tengelyére merőlegesen, lefelé mutat. Fekete színű, a szárnyfedők sötétzöldes vagy kékes fémfényűek. Testét és a csápok alsó oldalát hosszú, elálló, fekete szőrök fedik, a szárnyfedőkön lesimuló, rövid szőrök is találhatóak. A fej és az előhát közepén, valamint a pajzsocskán és a szárnyfedők varratán vékony, fehér vagy sárgásfehér szőrvonal húzódik végig (ez néha nagyon halvány vagy hiányozhat is). Csápja fekete, az ízek töve elmosódottan szürkén gyűrűzött, a csáp alul hosszú pillaszőrökkel fedett. 

## Elterjedése és életmódja
Európában (Észak-Európa kivételével) és Észak-Afrikában honos. Magyarországon a hegy- és dombvidékeken gyakori, főleg virágokban gazdag gyepekben, magaskórósokban. 
Lárvája különböző lágyszárú növények szárában él (pl. krizantém, medvetalp, sédkender, aggófű). Az áttelelő lárva tavasszal a növény szárában bebábozódik. Az imágó május-júliusban rajzik, többnyire a tápnövényein vagy különféle bogáncs- és aszatfajok virágain, levelein található. Életciklusa egy évig tart. 

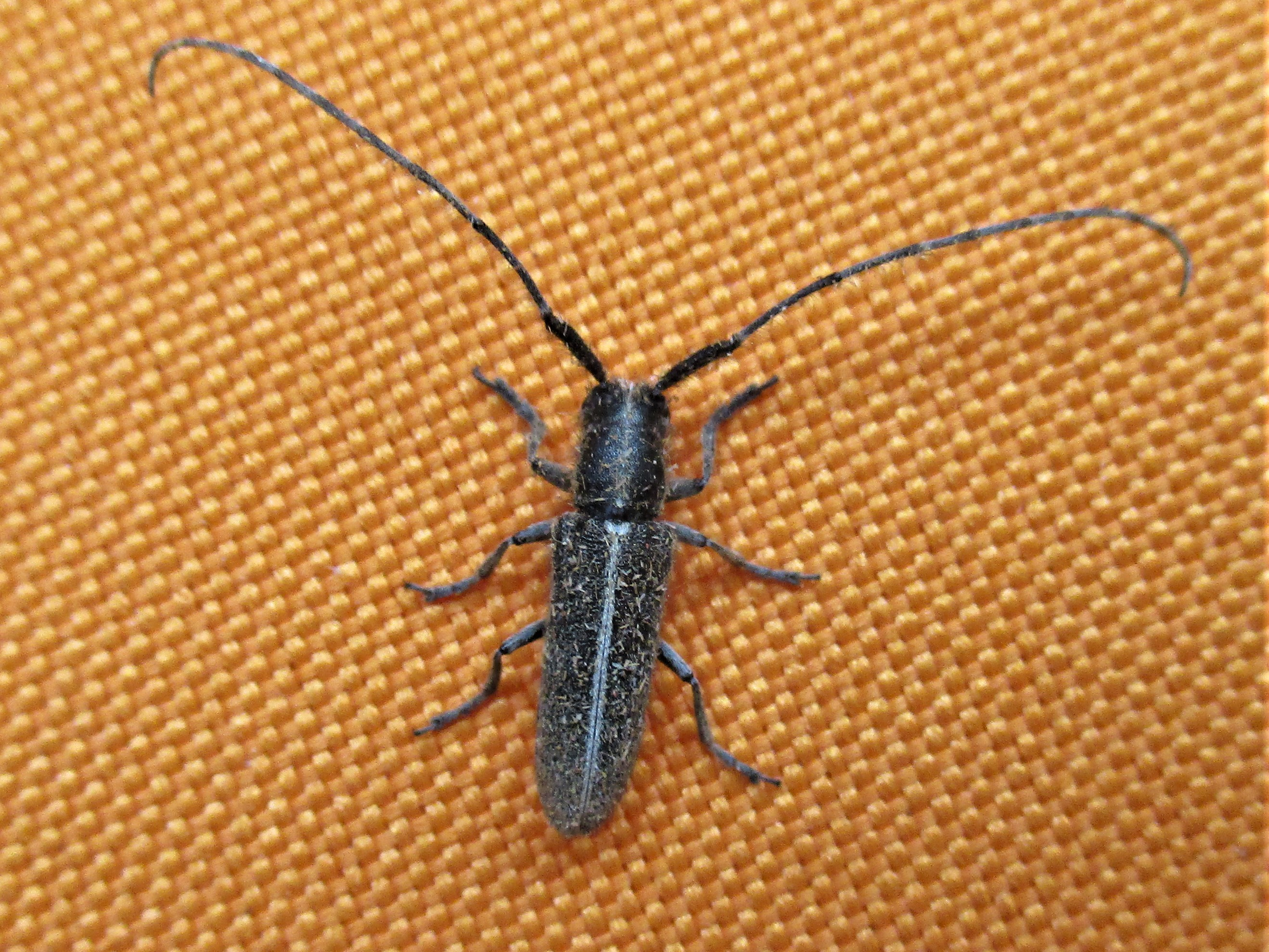
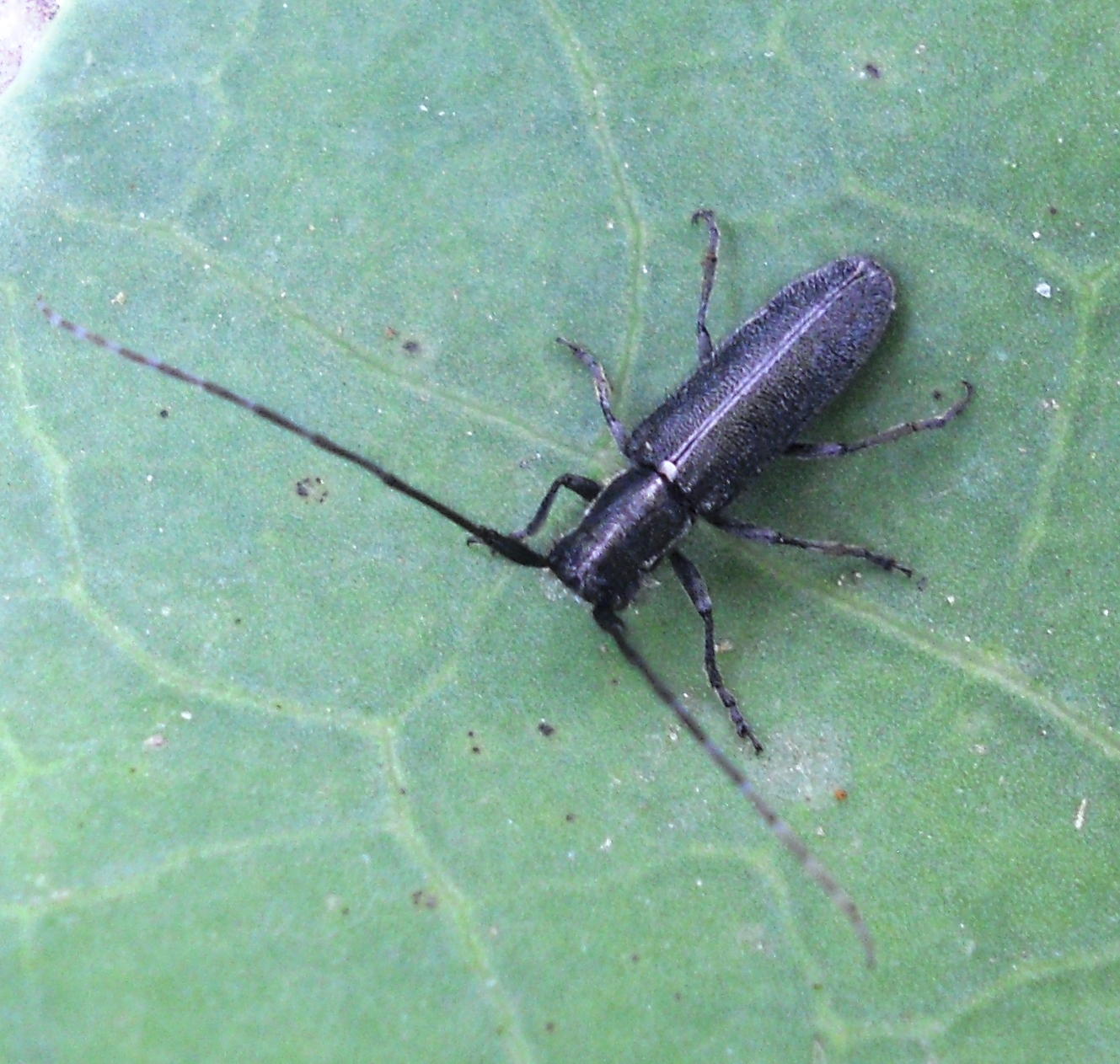
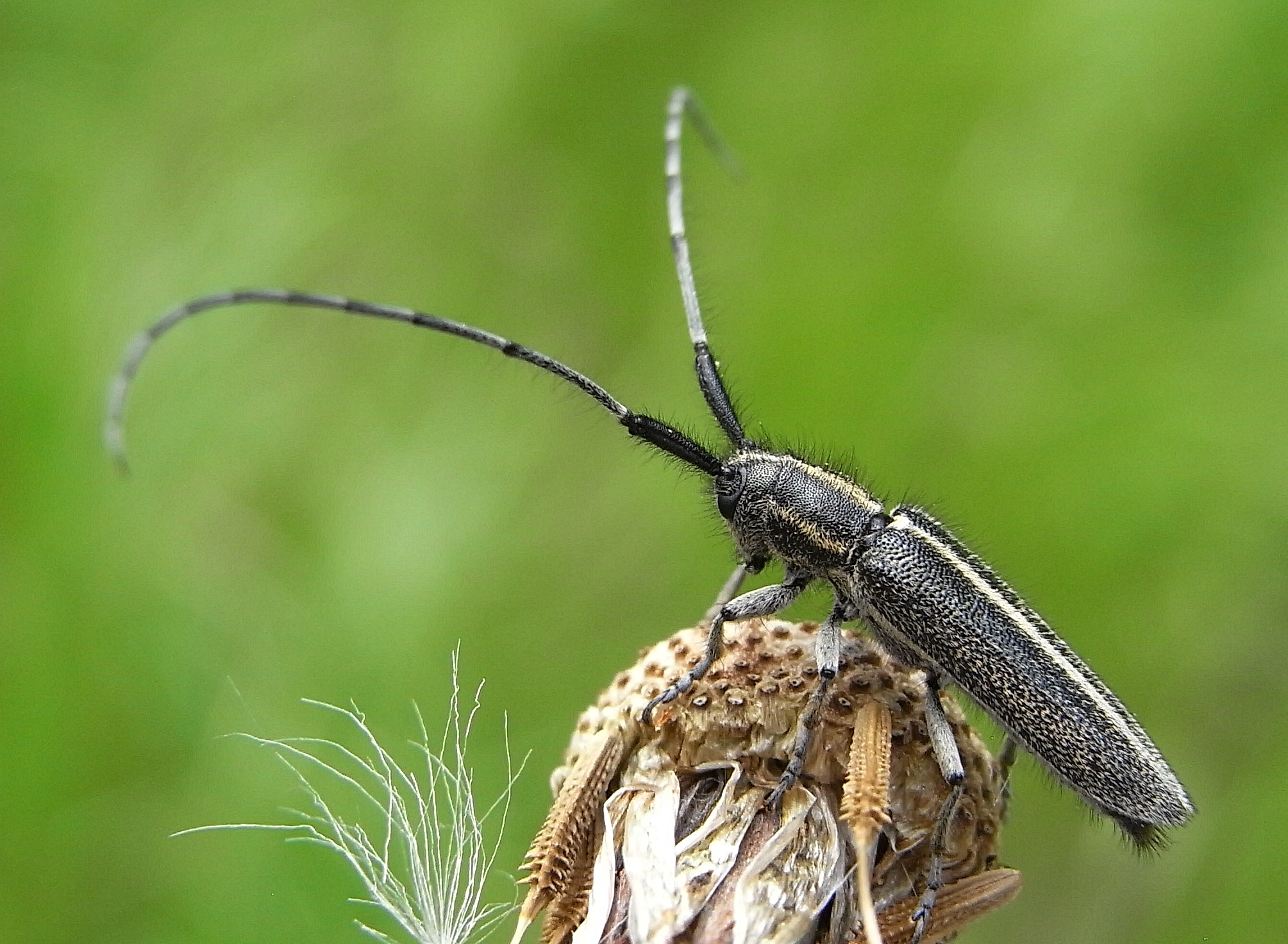
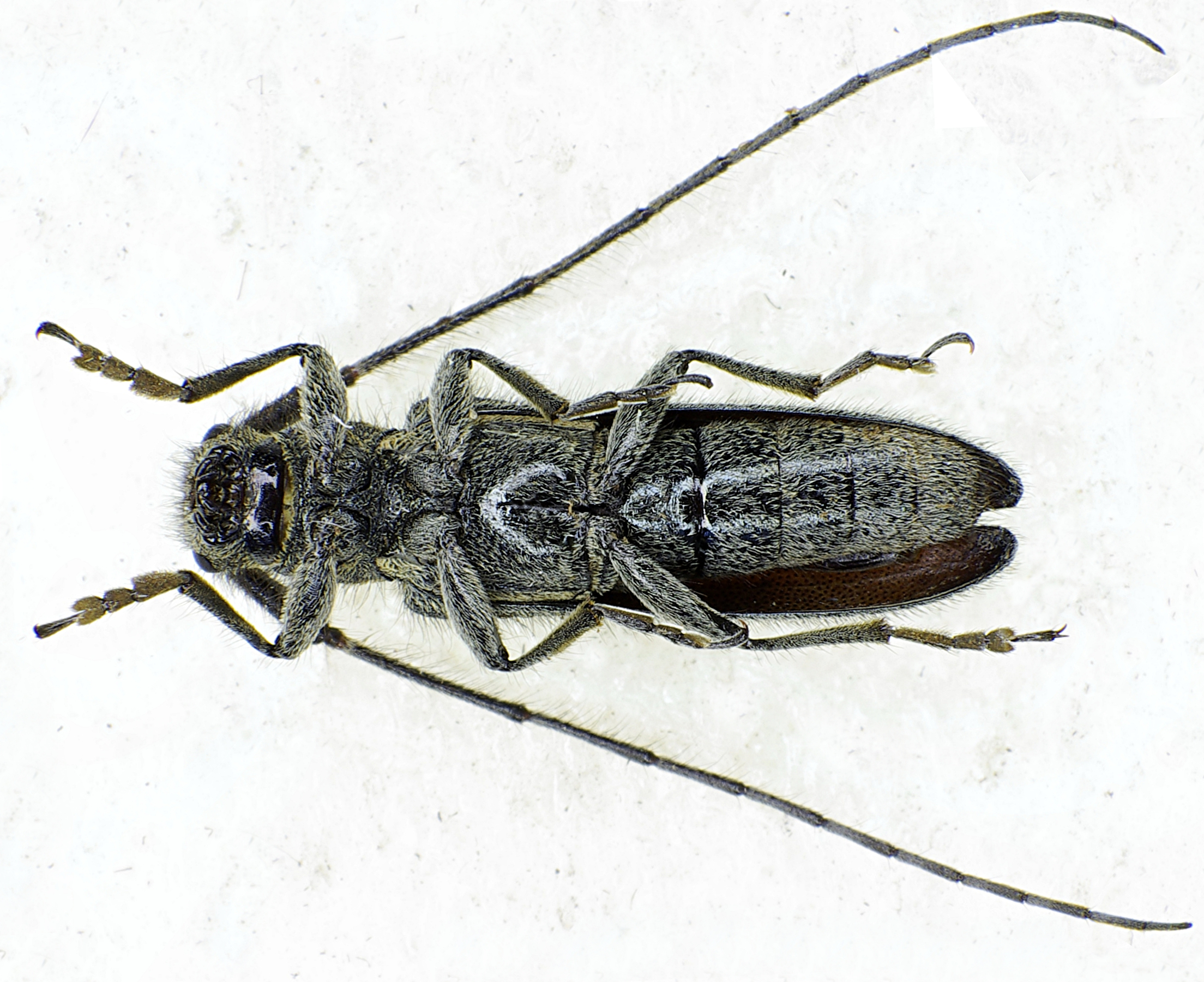
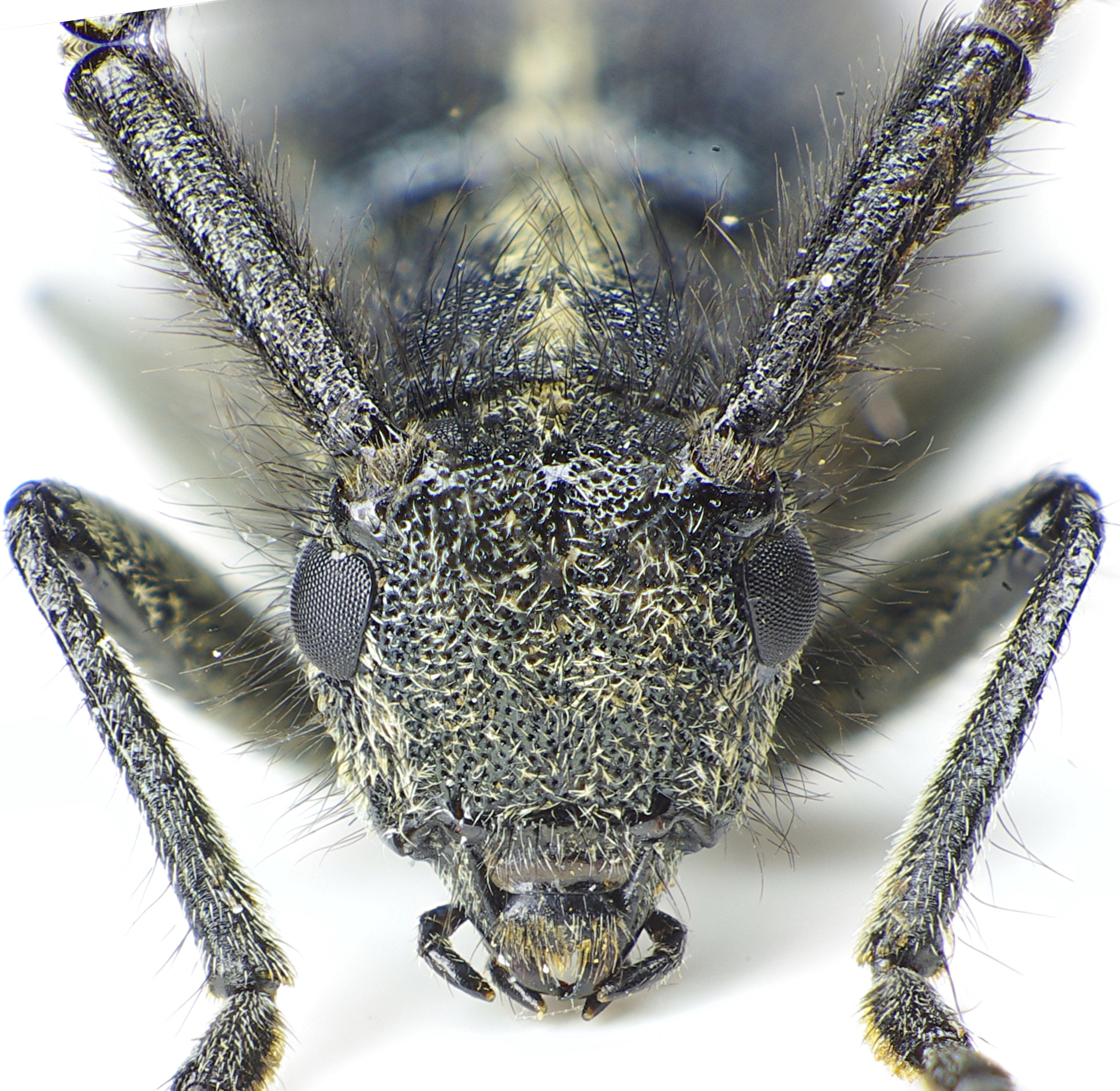

Magyarországon nem védett.